# Elezioni regionali in Veneto del 2005
Le elezioni regionali italiane del 2005 in Veneto si sono tenute il 3 e 4 aprile. Esse hanno visto la vittoria del presidente uscente, Giancarlo Galan, sostenuto dalla Casa delle Libertà, che ha sconfitto Massimo Carraro, sostenuto da L'Unione.

## Risultati
| Candidati                                                       | Candidati                                                       | Voti                                                            | %     | Liste               | Voti      | %     | Seggi |
| --------------------------------------------------------------- | --------------------------------------------------------------- | --------------------------------------------------------------- | ----- | ------------------- | --------- | ----- | ----- |
|                                                                 | Giancarlo Galan (Veneto) ✔️ Presidente                          | 1 359 879                                                       | 50,58 | Forza Italia        | 523 896   | 22,71 | 12    |
| Lega Nord                                                       | Giancarlo Galan (Veneto) ✔️ Presidente                          | 1 359 879                                                       | 50,58 | 337 896             | 14,65     | 7     |       |
| Alleanza Nazionale                                              | Giancarlo Galan (Veneto) ✔️ Presidente                          | 1 359 879                                                       | 50,58 | 186 396             | 8,08      | 4     |       |
| Unione dei Democratici Cristiani e di Centro                    | Giancarlo Galan (Veneto) ✔️ Presidente                          | 1 359 879                                                       | 50,58 | 147 953             | 6,41      | 3     |       |
| Nuovo PSI - PLI - Verdi Verdi - Altri                           | Giancarlo Galan (Veneto) ✔️ Presidente                          | 1 359 879                                                       | 50,58 | 32 851              | 1,42      | 1     |       |
| Seggi assegnati alla lista regionale                            | Seggi assegnati alla lista regionale                            | Seggi assegnati alla lista regionale                            | 50,58 | 12                  |           |       |       |
|                                                                 | Massimo Carraro (Uniti per Carraro)                             | 1 138 631                                                       | 42,35 | Uniti nell'Ulivo    | 560 629   | 24,30 | 13    |
| Per il Veneto con Carraro                                       | Massimo Carraro (Uniti per Carraro)                             | 1 138 631                                                       | 42,35 | 107 333             | 4,65      | 2     |       |
| Partito della Rifondazione Comunista                            | Massimo Carraro (Uniti per Carraro)                             | 1 138 631                                                       | 42,35 | 80 424              | 3,49      | 1     |       |
| Federazione dei Verdi                                           | Massimo Carraro (Uniti per Carraro)                             | 1 138 631                                                       | 42,35 | 69 191              | 3,00      | 1     |       |
| Partito dei Comunisti Italiani                                  | Massimo Carraro (Uniti per Carraro)                             | 1 138 631                                                       | 42,35 | 35 067              | 1,52      | 1     |       |
| Italia dei Valori                                               | Massimo Carraro (Uniti per Carraro)                             | 1 138 631                                                       | 42,35 | 29 607              | 1,28      | –     |       |
| Liga Fronte Veneto                                              | Massimo Carraro (Uniti per Carraro)                             | 1 138 631                                                       | 42,35 | 27 524              | 1,19      | –     |       |
| Lista Consumatori                                               | Massimo Carraro (Uniti per Carraro)                             | 1 138 631                                                       | 42,35 | 15 658              | 0,68      | –     |       |
| Popolari UDEUR                                                  | Massimo Carraro (Uniti per Carraro)                             | 1 138 631                                                       | 42,35 | 6 265               | 0,27      | –     |       |
| Seggio assegnato al candidato presidente classificatosi secondo | Seggio assegnato al candidato presidente classificatosi secondo | Seggio assegnato al candidato presidente classificatosi secondo | 42,35 | 1                   |           |       |       |
|                                                                 | Giorgio Panto                                                   | 161 642                                                         | 6,01  | Progetto NordEst    | 125 690   | 5,45  | 2     |
|                                                                 | Roberto Bussinello                                              | 28 565                                                          | 1,06  | Alternativa Sociale | 20 434    | 0,89  | –     |
| Totale                                                          | Totale                                                          | 2 688 717                                                       | 100   |                     | 2 306 814 | 100   | 60    |

## Consiglieri eletti
| Collegio           | Lista                                        | Eletto                 |
| ------------------ | -------------------------------------------- | ---------------------- |
| Collegio regionale | Veneto                                       | Giancarlo Galan        |
| Collegio regionale | Veneto                                       | Marino Finozzi         |
| Collegio regionale | Veneto                                       | Marialuisa Coppola     |
| Collegio regionale | Veneto                                       | Flavio Silvestrin      |
| Collegio regionale | Veneto                                       | Regina Bertipaglia     |
| Collegio regionale | Veneto                                       | Franco Manzato         |
| Collegio regionale | Veneto                                       | Piergiorgio Cortelazzo |
| Collegio regionale | Veneto                                       | Francesco Piccolo      |
| Collegio regionale | Veneto                                       | Elisabetta Gardini     |
| Collegio regionale | Veneto                                       | Gianpaolo Bottacin     |
| Collegio regionale | Veneto                                       | Tiziano Zigiotto       |
| Collegio regionale | Veneto                                       | Andrea Astolfi         |
| Collegio regionale | Uniti per Carraro                            | Massimo Carraro        |
| Venezia            | Uniti nell'Ulivo                             | Giampietro Marchese    |
| Venezia            | Uniti nell'Ulivo                             | Lucio Tiozzo           |
| Venezia            | Uniti nell'Ulivo                             | Igino Michieletto      |
| Venezia            | Forza Italia                                 | Renato Chisso          |
| Venezia            | Forza Italia                                 | Carlo Alberto Tesserin |
| Venezia            | Lega Nord                                    | Daniele Stival         |
| Venezia            | Alleanza Nazionale                           | Moreno Teso            |
| Venezia            | Partito della Rifondazione Comunista         | Pietrangelo Pettenò    |
| Venezia            | Federazione dei Verdi                        | Gianfranco Bettin      |
| Venezia            | Per il Veneto con Carraro                    | Andrea Causin          |
| Venezia            | Progetto NordEst                             | Diego Cancian          |
| Venezia            | Nuovo Psi                                    | Nereo Laroni           |
| Venezia            | Partito dei Comunisti Italiani               | Nicola Atalmi          |
| Belluno            | Uniti nell'Ulivo                             | Guido Trento           |
| Belluno            | Forza Italia                                 | Dario Bond             |
| Padova             | Uniti nell'Ulivo                             | Franco Frigo           |
| Padova             | Uniti nell'Ulivo                             | Giovanni Gallo         |
| Padova             | Uniti nell'Ulivo                             | Carlo Covi             |
| Padova             | Forza Italia                                 | Clodovaldo Ruffato     |
| Padova             | Forza Italia                                 | Barbara Degani         |
| Padova             | Lega Nord                                    | Maurizio Conte         |
| Padova             | Unione dei Democratici Cristiani e di Centro | Antonio De Poli        |
| Padova             | Alleanza Nazionale                           | Raffaele Zanon         |
| Rovigo             | Uniti nell'Ulivo                             | Carlo Alberto Azzi     |
| Rovigo             | Forza Italia                                 | Renzo Marangon         |
| Treviso            | Lega Nord                                    | Gianantonio Da Re      |
| Treviso            | Lega Nord                                    | Federico Caner         |
| Treviso            | Forza Italia                                 | Fabio Gava             |
| Treviso            | Forza Italia                                 | Remo Sernagiotto       |
| Treviso            | Uniti nell'Ulivo                             | Diego Bottacin         |
| Treviso            | Progetto NordEst                             | Mariangelo Foggiato    |
| Treviso            | Per il Veneto con Carraro                    | Marco Zabotti          |
| Verona             | Uniti nell'Ulivo                             | Gustavo Franchetto     |
| Verona             | Uniti nell'Ulivo                             | Franco Bonfante        |
| Verona             | Forza Italia                                 | Raffaele Bazzoni       |
| Verona             | Forza Italia                                 | Giancarlo Conta        |
| Verona             | Lega Nord                                    | Flavio Tosi            |
| Verona             | Lega Nord                                    | Sandro Sandri          |
| Verona             | Alleanza Nazionale                           | Massimo Giorgetti      |
| Verona             | Unione dei Democratici Cristiani e di Centro | Stefano Valdegamberi   |
| Vicenza            | Forza Italia                                 | Giuliana Fontanella    |
| Vicenza            | Forza Italia                                 | Raffaele Grazia        |
| Vicenza            | Uniti nell'Ulivo                             | Giuseppe Berlato Sella |
| Vicenza            | Uniti nell'Ulivo                             | Achille Variati        |
| Vicenza            | Lega Nord                                    | Roberto Ciambetti      |
| Vicenza            | Alleanza Nazionale                           | Elena Donazzan         |
| Vicenza            | Unione dei Democratici Cristiani e di Centro | Onorio De Boni         |